# 高级移动设备定位
高级移动设备定位（英語：Advanced Mobile Location，缩写AML）是一种智能手机上的基于位置的紧急定位技术，当呼叫者拨打本地（国内）的短拨緊急救助電話时，可用的呼叫者的最佳地理位置将发送到专用的终结点（通常是公共安全应答点），以将呼叫者的位置实时提供给紧急救助机构。该技术可缩短緊急救助机构确认呼叫者位置所需的时间，并缩短緊急救助人员的抵达时间。 
AML在2016年被歐洲電信標準協會（ETSI）的应急通信小组委员会（EMTEL）标准化为技术报告(TR) EMTEL-00035。

## 历史
AML是在英国由英國電信、EE有限公司和HTC公司开发，作为紧急情况下确认呼叫者位置的一个解决方案。遇险人员使用已开启AML技术的智能手机呼叫紧急服务时，手机会自动激活设备上的位置服务以得出其位置，并将位置信息通过一条簡訊（SMS）发送至紧急服务。该服务使用全球卫星导航系统（如GPS）或Wi-Fi定位系统定位，具体取决于发生时两者的精度。在一些地方，该技术比之前使用的紧急定位系统的精度高4000倍。 许多智能手机制造商和移动网络运营商已在英国支持AML技术，包括运营商英國電信、EE、O2和Three，以及蘋果公司、Google、HTC、索尼、阿尔卡特和三星的智能手机。

## 实现
Google于2016年7月宣布，所有运行Android 2.3.7（2010年12月发布）或更高版本的手机已包含AML支持。Google称其实现称为紧急位置服务（Emergency Location Service，缩写ELS）。 
运行iOS 11.3（2018年3月发布）或更高版本的苹果公司设备也支持AML。 
AML已在至少16个国家/地区部署：奥地利、比利时、爱沙尼亚、芬兰、冰岛、爱尔兰、立陶宛、摩尔多瓦、荷兰、新西兰、挪威、斯洛文尼亚、瑞典、阿拉伯联合酋长国、英国和美国。
欧洲多国也正在测试AML技术，以期在2020年4月前部署。 《歐洲電子通信準則》也规定，所有欧盟国家须在2020年12月之前实现AML。

## 功能
AML技术会自动打开手机上的Wi-Fi和位置服务，收集并计算位置数据，然后发送一条包含呼叫者位置的短信到紧急服务，随后重新关闭位置服务和Wi-Fi。
该服务也可通过HTTPS POST请求将数据发送到指定的终结点。实施AML的国家/地区来决定使用短信（SMS）终结点或HTTPS终结点，或者两者并用。 